# Walter Fisch
Walter Fisch (16 de fevereiro de 1910 – 21 de dezembro de 1966) foi um político alemão do Partido Comunista (KPD) e ex-membro do Bundestag alemão.

## Vida
De 1949 a 1953, foi membro do primeiro Bundestag alemão.

## Literatura
Herbst, Ludolf; Jahn, Bruno (2002).  Vierhaus, ed. Biographisches Handbuch der Mitglieder des Deutschen Bundestages. 1949–2002 (em alemão). München: De Gruyter - De Gruyter Saur. 1715 páginas. ISBN 978-3-11-184511-1